# غيزتاخت
غيزتاخت (بالألمانية: Geesthacht) هي بلدة ألمانية تقع في ألمانيا في شليسفيغ هولشتاين.  يقدر عدد سكانها بـ 29,404 نسمة .

## المدن التوأمة
مدينة Plaisir هي مدينة توأمة لـغيزتاخت.

## أعلام
- هاينرش كرول
- خواكيم ريتر